# Cavalier
Cavalier és una ciutat de l'Estat del Dakota del Nord dels Estats Units d'Amèrica. Forma part del comtat de Pembina i és la ciutat més gran del comtat. Segons el cens del 2000, té una població de 1.537 habitants. La ciutat va ser fundada el 1877.